# Puente Ulla
Puente Ulla o Santa María Magdalena de Ponte Ulla (llamada oficialmente Santa María Madanela da Ponte Ulla) es una parroquia y una aldea española del municipio de Vedra, en la provincia de La Coruña, Galicia.

## Entidades de población
Entidades de población que forman parte de la parroquia:
- Caldelas
- Castro (O Castro)
- Figueiredo (O Figueiredo)
- Gundián
- Noveledo
- Puente Ulla (A Ponte Ulla)
- Pumariño (O Pumariño)
- Ramalleira (A Ramalleira)
- Reboredo
- Retorta (A Retorta)
- Santardao
- San Juan da Coba (San Xoán da Cova)
- Vista Alegre

## Demografía

### Parroquia
| Gráfica de evolución demográfica de Puente Ulla (parroquia) entre 2000 y 2019 |
|                                                                               |
| Datos según el nomenclátor publicado por el INE.                              |

### Aldea
| Gráfica de evolución demográfica de Ponte Ulla (aldea) entre 2000 y 2019 |
|                                                                          |
| Datos según el nomenclátor publicado por el INE.                         |